# Jim Leverton
Jim Leverton (Dover, 22 marzo 1946) è un bassista britannico divenuto celebre per la sua militanza in band quali Juicy Lucy e Savoy Brown, e dagli anni novanta, nella band rock progressivo Caravan.

## Biografia

### Inizi
Lasciata la scuola nel 1960, all'inizio degli anni '60 stava già lavorando in gruppi beat semi-professioniste a Dover e dintorni, tra i quali vi furono i Big Beats. Nel 1964, ormai consideratosi  pronto per un'attività a tempo pieno nella musica, e si unì ai Burnettes of Folkestone, i quali però si sciolsero appena 18 mesi dopo.

### La notorietà
A partire dal 1967 cominciò a svolgere l'attività di turnista, affiancando nomi quali Tom Jones, Gilbert O'Sullivan e Engelbert Humperdinck. Nel 1968 è tra i fondatori della nota band Fat Mattress, che vede la partecipazione di Neil Landon e Noel Redding. Con questa band incide due album eponimi, prima del loro scioglimento, avvenuto nel 1970.
Dopo la fine di questa avventura, Leverton si unirà alla band Juicy Lucy, nella quale resterà per due anni.
Nel 1975 lavora sull'album d'esordio di Henry McCullough, fatto che porterà ad una lunga collaborazione tra i due.
Sempre in quel periodo ha anche suonato con il cantante Frankie Miller, prima di unirsi ai Savoy Brown nel 1974,  con i quali pubblicherà l'album Boogie Brothers.
Nel 1978, Steve Marriott, leader degli Humble Pie, andò a uno dei loro concerti. Aveva bisogno di un bassista/cantante, ascoltò Leverton e lo convinse a suonare nel suo nuovo album.
Nel 1993, Leverton si unì brevemente ai riformati Blodwyn Pig. Ha poi incontrato Geoffrey Richardson, e i due hanno iniziato una lunga e proficua collaborazione con i concerti e hanno registrato il loro primo album solista Follow Your Heart nel 1996. Nel frattempo, nel 1995, discioltisi i Blodwyn Pig, Richardson, membro dei Caravan già dal 1972, suggerì Leverton come sostituto di Dek Messecar al basso.

## Discografia

### Album solisti
- 1995 - Follow Your Heart (con Geoffrey Richardson)
- 2000 - Poor Man's Rich Man (con Geoffrey Richardson)
- 2005 - Bright New Wave
- 2006 - The End of The Pier Show (con Geoffrey Richardson)

### Con i Juicy Lucy
- 1971 - Get a Whiff a This

### Con i Savoy Brown
- 1974 - Boogie Brothers

### Con i Fat Mattress
- 1969 - Fat Mattress
- 1970 - Fatt Mattress II

### Con i Caravan
- 1996 - All Over You
- 2003 - The Unauthorized Breakfast Item
- 2013 - Paradise Filter
- 2021 - It's None of Your Business

### Con altri musicisti
- 1975 - Mind Your Own Business - Henry McCullogh